# Liste der Stolpersteine in Hamburg-Niendorf
Die Liste der Stolpersteine in Hamburg-Niendorf enthält alle Stolpersteine, die im Rahmen des gleichnamigen Kunst-Projekts von Gunter Demnig in Hamburg-Niendorf verlegt wurden. Mit ihnen soll Opfern des Nationalsozialismus gedacht werden, die in Hamburg-Niendorf lebten und wirkten.
Diese Seite ist Teil der Liste der Stolpersteine in Hamburg, da diese mit insgesamt 7139 (Stand: März 2025) Steinen zu groß würde und deshalb je Stadtteil, in dem Steine verlegt wurden, eine eigene Seite angelegt wurde.
| Adresse                    | Person(en)      | Inschrift | Bilder                           | Anmerkung                                                                |
| -------------------------- | --------------- | --- | -------------------------------- | ------------------------------------------------------------------------ |
| Garstedter Weg 101 ·       | Paul Dieroff    | Hier wohnte Paul Dieroff Jg. 1928 deportiert 1943 Theresienstadt 1944 Auschwitz ermordet in Dachau 15.12.1944 | Stolperstein für Paul Dieroff    | Eintrag auf stolpersteine-hamburg.de siehe auch Niendorfer Marktplatz 7a |
| Niendorfer Gehege 1 ·      | Paul Schumacher | Hier wohnte Paul Schumacher Jg. 1872 denunziert verhaftet 1941 Flucht in den Tod 23.7.1941                    | Stolperstein für Paul Schumacher | Eintrag auf stolpersteine-hamburg.de                                     |
| Niendorfer Marktplatz 7a · | Paul Dieroff    | Hier lernte Paul Dieroff Jg. 1928 deportiert 1943 Theresienstadt 1944 Auschwitz Dachau ermordet 15.12.1944    | Stolperstein für Paul Dieroff    | Eintrag auf stolpersteine-hamburg.de siehe auch Garstedter Weg 101       |